# Прапор Білгорода-Дністровського
Пра́пор Бі́лгорода-Дністро́вського затверджений 3 жовтня 1996 року рішенням Білгород-Дністровської міської ради.

## Опис
Прапор міста являє собою прямокутне полотнище з трьох з'єднаних рівновеликих смуг. Верхня і нижня червоного, середня — золотого кольорів. Співвідношення сторін прапора 1:1 (розмір полотнища відповідно 100х100 см).
На золотий смузі рівномірно розташовані три синіх грона винограду. Древко прапора (довжина 250 см, діаметр 5 см) пофарбоване в жовтий колір. Верхівка древка прапора увінчана металевою маківкою, кулястим наконечником жовтого кольору, який кріпиться на базу такого ж кольору.

## Значення символіки
Три грона винограду вказують на природно-географічну особливість розташування міста, м'який клімат краю, відомого і щедрого своїми виноградниками. Золота смужка, яка становить 1/3 ширини прапора, символізує ріку Дністер, у гирлі якої розташоване місто. Червоний колір — традиційний і широко використовувався за часів Київської Русі — означає мужність, силу, сміливість і великодушність, поєднана з любов'ю. Жовтий колір — щедрість і багатство.